# Listă de pictori indieni
Aceasta este o listă de pictori indieni.

## A
- Amrita Sher-Gil

## J
- Jatin Das

## M
- M.F. Husain

## T
- Rabindranath Tagore

## R
- Raja Ravi Varma